# Germano Maccari
Germano Maccari, född 16 april 1953 i Rom, död 25 augusti 2001 i Rom, var en italiensk terrorist och medlem av Röda brigaderna. År 1978 deltog han i kidnappningen av Aldo Moro och var enligt sitt eget vittnesmål närvarande då Mario Moretti dödade denne men nekade till att själv ha skjutit. Domstolen dömde emellertid 1996 Maccari som gärningsman till livstids fängelse.  En senare forensisk undersökning som gjordes 2017 med modern utrustning visar att Maccaris version av händelseförloppat inte kan vara sanningsenlig. Maccari avled av en hjärtinfarkt i fängelset Rebibbia i Rom.